# Furtbach (Bühler)
Der Furtbach ist ein knapp anderthalb Kilometer langer Bach im Gebiet der Gemeinde Bühlertann im Landkreis Schwäbisch Hall im nordöstlichen Baden-Württemberg, der an der letzten Feldwegbrücke vor dem Dorf Bühlertann von links und Westen in die mittlere Bühler mündet.

## Name
Der Name des Baches ist nach Auskunft zweier Einheimischer Furtbach. In der Gewässerdatenbank des zuständigen Landesamtes ist er als Keimenklingebach aufgeführt, vermutlich ist dies eine Neubildung nach dem auf Karten verzeichneten (schriftsprachlichen) Talnamen Keimenklinge, nach dem die schriftsprachliche Form für die Bachbezeichnung dann aber regelhaft Keimenklingenbach heißen müsste. Diese Bildung verschriftlicht die im lokalen Dialekt nur als Schwa realisierte unbetonte Wortauslaut-Silbe en inkonsequent, die hier bei gleicher Aussprache in der Bezeichnung vorne als en und hinten als e geschrieben auftritt.

## Geographie

### Verlauf
Der Furtbach beginnt seinen Lauf auf etwa 401 m ü. NHN in der hintersten Keimenklinge im Nahbereich dreier kleiner Waldinseln am Hang des Talendes. Er läuft in einem leicht nach links ausholenden Bogen insgesamt gesehen ostwärts. Von einem Einzelbaum in einer feuchten Wiese aus, an dessen Spitze zieht sich eine Grabenrinne inmitten eines krautig überwachsenen Wiesenkeils zunächst ostwärts zum ersten Teich im Tal. Schon nach etwa 50 Metern stößt aus dem Südwesten von einem Waldzipfel des Kohlhölzles kommend ein zweiter, breiterer krautige Keil dazu. Dessen Rinnsal führt anscheinend den größeren Teil des Teichzuflusses von einer staunassen ersten Geländeplattform im Anstieg zum Leippersberg (bis 447,6 m ü. NHN) im Süden herbei. Neuere Luftfotos (Stand Sommer 2017) zeigen auf dieser speisenden Geländeterrasse auf etwas unter 420 m ü. NHN etwa 300 Meter weiter im Süden drei frisch angelegte Teiche mit noch bloßliegender Krume am Ufer, die bis ca. 2005 sicher noch nicht vorhanden waren. Über einen vereinenden kleinen Vorteich fließt das Wasser beider Quelläste an einer Fischhütte verdolt in den oberen, etwas über 0,2 ha großen und länglichen Fischteich ein.
Hundert Meter weiter entwässert dieser über eine zweite kurze Dole in den unteren, etwa unter 0,2 ha großen Fischteich. Diesen verlässt der Furtbach in nun lange ungefähr ostnordöstlichen Lauf. Gleich nach diesem Teich hat er Zufluss entlang einem unbefestigten Feldweg aus einer kleinen Waldklinge, die nahe am Ostende der oben genannten staunassen Fläche auf der rechten Geländestufe ansetzt, aber diese gewöhnlich oberflächlich nicht entwässert, denn das Bett in der Klinge und dann diese selbst setzen nach oben hin aus.
Der Furtbach fließt nun in einer weiten und tiefen Wiesenmulde. Diese ist eingefasst zwischen dem östlichen Bergsporn Hohenberg im Norden, unter dessen schmaler Hochfläche (ziemlich beständig ca. 423 m ü. NHN) sich bis zu einem halben Dutzend teils langer Feldhecken an Rainen von untereinander liegenden Wiesenterrassen entlangziehen, und dem Leippersberg im Süden, dessen Wald teils bis an die untere Hangkante herabreicht und dessen Spornausläufer Sennenberg (bis 424 m ü. NHN) den Lauf auf dieser Seite länger begleitet. Der kaum je von Baum oder Busch bewachsene Bach passiert auf seinem weiteren Weg gegen Ende seines Tales zweimal einen Schuppen mit angrenzender Lagerfläche. Ab dem ersten reichen vom vor der Spornspitze des Hohenbergs nun recht flachen linken Hang herab Äcker bis ans Ufer. Am zweiten unterquert der Bach, dabei nach rechts knickend, die Bühlertalstraße L 1072 Kottspiel-Bühlertann und begleitet daraufhin auf seinem letzten Viertelskilometer einen schnurgeraden asphaltierten Feldweg südostwärts bis zur letzten Flussbrücke vor Bühlertann. Auf der ersten Hälfte dieses Abschnitts stand noch nach dem Jahr 2000 eine lückenlose Pappelreihe, deren Bäume inzwischen sämtlich gekappt wurden. An der Brücke mündet der Furtbach dann auf etwa 373 m ü. NHN von links in die hier sehr träge dahinfließende mittlere Bühler.
Der Furtbachlauf endet nach seinem etwa 1,4 km langen Lauf ab seinem Ursprung in der oberen Keimenklinge etwa 28 Höhenmeter tiefer an der Bühler; sein mittleres Sohlgefälle liegt also bei etwa 20 ‰.
Auf einer älteren amtlichen Karte aus dem Jahre 1936 verläuft der Furtbach nach der Brücke der Bühlertalstraße in der Bühleraue noch unbegradigt und unregelmäßiger, die Mündung in die damals viel windungsreicherer Bühler lag aber etwa an derselben Stelle wie heute. Den Feldweg mit zugehöriger Flussbrücke und inzwischen verschwundener Allee gab es damals noch nicht.

### Einzugsgebiet
Der Furtbach entwässert ein etwa 1,0 km² großes Gebiet ostwärts zur mittleren Bühler, das naturräumlich gesehen mit dem oberen und westlichen Anteil im Unterraum Fischachbucht und Randhöhen der Schwäbisch-Fränkischen Waldberge, mit dem östlichen und unteren im Unterraum Vellberger Bucht der Hohenloher und Haller Ebene angehört.
Der allergrößte Teil des Einzugsgebietes liegt im Gipskeuper (Grabfeld-Formation), dessen stufenbildende Corbula-Schicht in Gestalt des schmalen Höhenflächensporns Hohenberg (bis etwas über 423,4 m ü. NHN) zur Linken und der ersten Höhenstufe zum Leippersberg zu Rechten das Tal einrahmt. Zum Leippersberg im Süden hin liegen darüber die Estherienschichten des Gipskeuper am zweiten Anstieg und zuoberst die Schilfsandstein-Kappe (Stuttgart-Formation) des am Gipfel 447,6 m ü. NHN hohen Leippersbergs, des höchsten Punktes im Einzugsgebiet. Auf dem hinteren Sennenberg steht ein bewaldeter kleiner runder Hügel (bis etwas über 424 m ü. NHN) mit einer Schilfsandstein-Insel. Zuletzt beim Durchqueren der breiten Bühleraue läuft der Bach nach diesen tertiären Schichten in deren erst im Quartär abgelagertem Hochwassersedimentstreifen des Flusses.
Die nördliche Wasserscheide auf dem schmalen Hohenberg grenzt ans Einzugsgebiet des nächsten Bühlerzuflusses Seegraben in Bühlertann, der von ähnlicher Größe wie der Furtbach ist. Hinter breiterer Hochfläche im Westen fällt das Terrain zum großen aufwärtigen Bühlerzufluss Fischach ab, die in diesem Bereich nur unbedeutende Gerinne von der Scheide her aufnimmt. Ebenso hinter dem Leippersbergs-Gipfel, über den die wie die westliche ebenfalls nur kurze Südgrenze des Einzugsgebietes läuft. Die wieder längere südöstliche Wasserscheide zieht über den rechten Talsporn Sennenberg zur Mündung, hinter ihr entwässern zwei unbeständige Gerinne aus kleinen Talklingen zur Bühler zwischen Fischach und dem Furtbach selbst.
An den Hängen des Leippersbergs steht überwiegend Wald, auf seiner Kappe liegen in einer Lichtung Äcker, ebenso auf der Hochebene im Westen und links des Laufs im flacheren Abfall vor dem Hohenberg-Sporn. Im Talgrund und an dem steilen, durch einige lange feldgebüschbegleiteten Raine abgetreppten Anstieg zum Hohenberg hinauf liegen fast nur Wiesen.
Besiedlung gibt es nirgendwo, jedoch stand recht genau auf der südlichen Wasserscheide ein halbes Jahrtausend lang der Weiler Leippersberg, der 1852 noch 21 Bewohner hatte und im 20. Jahrhundert ohne erkennbare Baureste völlig verschwunden ist.
Einen recht kleinen Anteil an der Gesamtfläche auf der westlichen Hochebene hat die Teilortgemarkung Mittelfischach der Gemeinde Obersontheim. Die weiten Lagen des Leippersberges über der ersten Höhenstufe gehören überwiegend zur Geifertshofener Teilortgemarkung von Bühlerzell. Den weit überwiegenden Flächenanteil der drei Gemeinden hat jedoch Bühlertann, in dessen Gebiet der gesamte Bachlauf liegt.

### LUBW
Amtliche Online-Gewässerkarte mit passendem Ausschnitt und den hier benutzten Layern: Lauf und Einzugsgebiet des Furtbachs

Allgemeiner Einstieg ohne Voreinstellungen und Layer: Daten- und Kartendienst der Landesanstalt für Umwelt Baden-Württemberg (LUBW) (Hinweise)
1. 1 2  Höhe nach dem Höhenlinienbild auf dem Hintergrundlayer Topographische Karte.
2. ↑  Länge nach dem Layer Gewässernetz (AWGN).
3. ↑  Einzugsgebiet abgemessen auf dem Hintergrundlayer Topographische Karte.
4. 1 2  Seefläche nach dem Layer Stehende Gewässer.
5. 1 2 3  Höhe nach schwarzer Beschriftung auf dem Hintergrundlayer Topographische Karte.

### Andere Belege
1. ↑  Eigene Beobachtung des Verfassers von ca. 2005. Damals lagen neben einem unbefestigten Feldweg dicht am Rand der Geländestufe zur Keimenklinge hinunter, in dessen tiefen Fahrtrinnen selbst im Hochsommer das Wasser stand, eine lachenreiche Fläche mit verstreuten und an der Sonne ergrauten Baumwurzelstrünken. Den trockenen steileren Hang darüber nahm teils nur niederes Brombeergestrüpp ein.
2. ↑  Eigene Beobachtung des Verfassers ca. 2010.
3. ↑  Meßtischblatt 6925 Obersontheim von 1936 in der Deutschen Fotothek
4. ↑  Wolf-Dieter Sick: Geographische Landesaufnahme: Die naturräumlichen Einheiten auf Blatt 162 Rothenburg o. d. Tauber. Bundesanstalt für Landeskunde, Bad Godesberg 1962. → Online-Karte (PDF; 4,7 MB)
5. ↑  Geologie nach der unter → Literatur aufgeführten geologischen Karte. Einen gröberen Überblick verschafft auch: Mapserver des Landesamtes für Geologie, Rohstoffe und Bergbau (LGRB) (Hinweise)